# Бридж
Бриджът, и по-специално спортният бридж (на английски: Contract bridge), е първата игра с карти, която е призната за спорт.

## Общи сведения
Бриджът се играе с тесте от 52 карти. То се състои от 4 цвята, които, подредени по нарастващо старшинство, са трефа, каро, купа и пика. (В България трефата често се нарича „спатия“, но това наименование не е особено популярно в бридж-средите). Всеки цвят се състои от 13 карти, които, подредени по нарастваща сила, са: 2, 3, 4, 5, 6, 7, 8, 9, 10, J (вале), Q (дама), K (рига, по-рядко поп) и А (асо, по-рядко туз).
Възможните комбинации при раздаване на 13 от 52 карти за игра в бриджа са {\displaystyle {52 \choose 13}=635013559600}.

## Правила на играта
Бриджът се играе от четирима състезатели, разделени на две състезаващи се двойки (отбора). Прието е участниците да се наричат с условни имена посоките на света – Север, Изток, Юг и Запад. Състезателите, седящи от противоположни страни на масата, са партньори – едната двойка партньори е Север-Юг, а другата Изток-Запад. Бриджът е отборна игра – резултатът от всяка игра, било то положителен или отрицателен, се присъжда на цялата двойка. Понякога на турнири играчите са разделени от параван, минаващ диагонално на масата, с прозорец за виждане на картите, но скриващ лицата на партньорите, за да не си подсказват с мимики и жестове.
След като картите се разбъркат добре, те се раздават една по една по посока на часовниковата стрелка. Така всеки играч получава по 13 случайни карти, които се наричат „ръка“.
Всяко раздаване (игра, дон) се състои от две ясно разграничаващи се по време и същност фази. Първата фаза се нарича наддаване (анонсиране, обявяване, договаряне), а втората – разиграване. При първото раздаване наддаването започва Север, при второто – Изток и т.н.

### Наддаване
По традиция се приема, че наддаването е по-важната част от играта. То има за цел да установи договора в дадената игра. Наддаването започва от играча, който е раздал картите и той прави първата обява. След него обявява играчът вляво от него, и т.н. играчите обявяват последователно един след друг по посока на часовниковата стрелка. Когато даден играч е на ред да обявява, той трябва да направи едно от следните четири неща:
1. Да направи значеща обява: това е обява със стойност по-голяма от обявата преди него;
2. Да обяви пас: да пропусне, т.е. да признае обявата преди него за значеща;
3. Да обяви контра, ако последната значеща обява е била направена от играч от противниковата двойка; или
4. Да обяви реконтра, ако последната значеща обява направена от него или неговия партньор, е била контрирана от противниците.

- Значеща обява се състои от ниво и деноминация. Нивото е число, което е задължително от 1 до 7, а деноминацията е един от четирите цвята (трефа, каро, купа или пика) или без коз. Без коз е най-старшата деноминация. Примери за значещи обяви: една трефа, една купа, две кари, три без коз, пет пики, седем кари. Всяка значеща обява е формална заявка за договор, като нивото в нея показва броя на взятките над шест, които двойката се задължава да спечели, а деноминацията показва коза (или без коз), при който двойката се задължава да спечели тези взятки. Всяка нова значеща обява трябва да е по-висока от последната направена значеща обява. Това означава, че или нивото на новата обява трябва да е по-високо, или, ако нивото е същото, деноминацията трябва да е по-старша. Например „три пики“ е по-висока обява от „една трефа“, защото нейното ниво е по-високо; „четири без коз“ е по-висока обява от „четири кари“, защото без коз е по-старша деноминация от каро; „две купи“ е по-висока обява от „едно без коз“, защото нивото ѝ е по-високо.

- Контрата формално изразява съмнение, че противниците ще могат да реализират договора, обявен чрез тяхната последна значеща обява.

- Реконтрата формално изразява увереност в изпълнението на заявения договор, въпреки получената от противниците контра.

Наддаването приключва тогава, когато бъдат обявени три последователни паса. Последната значеща обява става договор в съответното раздаване.
Играчът от спечелилата договора двойка, който първи е направил обява в деноминацията на договора, се нарича разиграващ (декларант). Партньорът му се нарича мор, а играчите от противниковия отбор – защитници.
Ако никой от четиримата играчи не направи значеща обява, надаването приключва, след като на масата прозвучат четири паса и това е единственият случай, при който не се провежда разиграване. Когато за изчисляване на резултатите се използва таблицата за задължения обаче, подобна ситуация на пръв поглед – парадоксално, може да донесе актив на един от двата отбора (този с по-малко от 20 оньорни точки).
Значението на наддаването се характеризира със следната поговорка, широко разпространена между бриджьорите: „Лордовете анонсират, лакеите разиграват“.

#### Системи за наддаване
Много играчи, включително всички професионални и полупрофесионални, използват така наречените системи за наддаване. Системата представлява последователност от анонси между двамата партньори, която дава конкретна информация за разпределението на техните карти. Например, често срещан анонс при много системи е, че откриване с една купа гарантира 5 карти от цвят купа в ръката на откриващия.
Преобладаващата част от системите (но не всички) се базират на така наречените оньорни точки (броими). Това е условна оценка на силата на ръката и нейния състав. Оньорните точки са: 4 за всяко асо, 3 за всяка рига, 2 за всяка дама и 1 за всяко вале. Останалите карти не носят оньорни точки. Повечето системи препоръчват да се открива с не по-малко от 12 оньорни точки. Освен тях някои системи добавят точки от разпределение: много дълга боя или липси (сек – една карта или шикан – нито една карта).
Голяма част от системите включват условни анонси. Условен анонс е най-общо този, при който в картите на обявяващия обявеният цвят не е достатъчно силен т.е. анонсът просто не носи информация за желан цвят. Някои популярни системи съдържат условен анонс откриване от 1 трефа, което показва сила (например 17 или повече оньорни точки) и не дава никаква информация за желан цвят – в картите може да няма нито една трефа. Също така може да се получи ситуация, при която условен анонс, въпреки че е такъв съвпада с най-силния цвят в ръката на обявяващия. Друг тип анонси са така наречените трансфери, които, в определени ситуации, обявяват един цвят, с който демонстрират конкретен друг. Например да се каже 2 кари, когато желаният цвят за игра е купа.
Съществуват много готови системи и повечето играчи играят с такива (понякога с някои техни вариации). Има и играчи, които играят с разработени от тях експериментални системи. Всички популярни системи всъщност в началото са били експериментални. Някои популярни системи са:
- Синя трефа
- Прецизна трефа
- Сайк (SAYC – Standard American Yellow Card)
- Акол (Acol)

Целта на системата, независимо дали е популярна или не, е да даде на двамата договарящи се максимална информация за постигане на оптимален договор. За разлика от неофициалния бридж, където системата за договаряне може да бъде тайна, на турнирите по бридж и изобщо при спортния бридж тайните в системата са забранени и е прието противниците да питат партньора на анонсиралия какво значи даден анонс. нещо повече – в случай на условен анонс партньорът на анонсиращия е длъжен да уведоми съперниците, че той е такъв. При отказ да се отговори или при открита лъжа, двойката рискува да бъде дисквалифицирана.

### Разиграване
Разиграването е втората част от играта.
В една игра има 13 взятки, като за всяка взятка се играе по една карта от четирите ръце. Първата карта, играна във взятката, се нарича атакуваща. След атакуващата се играе по една карта от останалите ръце, като редът на поставянето им на масата е по посока на часовниковата стрелка. Всяка карта може да бъде избрана като атакуваща. Картите, изиграни от ръцете след атакуващата, трябва да отговарят по цвят (да бъдат от цвета) на атакуващата. Единствено в случай, че някоя ръка не притежава карта от цвета на атакуващата, може да се играе с която и да е от другите карти в ръката. Взятката се печели от ръката, от която се е изиграла най-високата карта от цвета на атакуващата, освен ако някоя от изиграните карти е от козов цвят (ако има такъв). В този случай взятката се печели от ръката, от която е игран коз с най-висок ранг. От ръката, спечелила взятката, се атакува за началото на следващата взятка, и така, докато се изиграят всичките тринадесет взятки.
Първата атака в играта се прави от ръката на защитника, намиращ се отляво на декларанта. След атаката, т.е. след като атакуващата карта е „сложена на масата“, морът показва на останалите участници картите от ръката си, поставяйки ги на масата, подредени по цветове. От този момент до края на играта декларантът е отговорен за избор на карти за игра от ръката на мора. Морът не участва в играта и не му е позволено да прави предложения или да коментира действията на играещите. Обичайна практика в неофициалните срещи по бридж е той да използва времето си, раздавайки второто тесте от карти (ако има такова).
Нивото на договора, достигнато във фазата на наддаване, определя целта на разиграването от страна на декларанта: той/тя трябва да се опита да спечели за своя отбор взятки, чиито брой е равен или по-голям от 6 плюс нивото на договора. При постигане на тази цел се казва, че договорът е „изкаран“. Ако декларантът не успее да постигне целта се казва, че договорът е „вкаран“.

#### Механика на разиграване
В бриджа не е прието изиграните карти от една взятка да се прибират в общ куп. Това се прави с цел играчите да могат да анализират едно раздаване след като приключи или защото същото това раздаване ще се играе от други играчи на друга маса. Това, което е прието е играещият да покаже своята карта и след приключването на текущата взятка да я прибере пред себе си с лицето надолу. Някои играчи правят два купа пред себе си – един за техните взятки и един за тези на противника, други играчи слагат картите пред себе си в една посока за собствени взятки и в перпендикулярна за чуждите, трети помнят.
В турнир, който и от методите да използвате, трябва да продължите да го използвате до края, за да не ви обвинят в това, че подсказвате на партньора си.

## Запис на резултата
Има много начини за отбелязване на резултата при игра на бридж. Повечето от тях зависят от броя маси, на които се играе. Все пак всички използват общ базов метод.

### Зона
Зона в бриджа е условно „увеличаване на залога“ за едната или двете двойки на масата. Когато една двойка е в зона, тя получава по-големи точкови награди за изкарана игра, но и по-големи загуби (точки за другата двойка) за вкарана игра. Възможни са четири положения: никой не е в зона, едната двойка е в зона, или и двете двойки са в зона. Има различни начини за определяне на това кой е в зона, които зависят от конкретния метод за смятане на резултата. При спортния бридж зоните просто се редуват.

### Базов метод
Най-общо казано след приключване на разиграването се пресмята резултатът от играта. Начинът е различен в зависимост от това дали договорът е изкаран или вкаран. Ако договорът е изкаран, обявилата го двойка печели точки. Ако договорът е вкаран, точки печели другата двойка (защитниците). Точките зависят от броя направени взятки, договора и зоната.
При изкаран договор
- Ако договорът е в трефи или кари (наричани още минори), за всяка взятка след шестата декларантите получават по 20 точки.
- Ако договорът е в купи или пики (наричани още мажори), за всяка взятка след шестата декларантите получават по 30 точки.
- Ако договорът е в без коз, за 1 взятка след шестата декларантите печелят 40 точки, а за всяка следваща по 30. Например точно изкаран 1 без коз е 40 точки, точно изкаран 4 без коз е 130 (40+30+30+30) точки и т.н.

Ако договорът е донесъл поне 100 точки, без да се броят ръцете, направени над него (наречени още добри), то изкараното се нарича манш. Манш има при договори от поне 5 в минор, 4 в мажор и 3 без коз. Договор от 6 (заявка за 12 взятки) в нещо се нарича малък шлем, а от 7 (заявка за всичките 13 взятки) – голям шлем. Маншът и шлемовете носят различни награди в зависимост от зоната. Добрите (взятките над договора) също се броят и носят точките си, но независимо колко са те, наградата не се влияе от тях.
- Изкаран договор, който не е манш, носи 50 точки, независимо от зоната.
- Манш без зона за декларантите им носи 300 точки.
- Манш със зона за декларантите им носи 500 точки.
- Малък шлем без зона носи 500 точки, плюс наградата от 300 точки за манш, тъй като задължително го включва, общо 800 точки.
- Малък шлем със зона носи 750 точки, плюс манша, общо 1250 точки.
- Голям шлем без зона носи двойно наградата за малък шлем: 1000 точки. Към него отново се добавя маншът, така че общият брой е 1300 точки
- Голям шлем със зона отново е двойно наградата за малък: 1500 точки, плюс манша, общо 2000 точки.

При изкаран договор с контра декларантите получават 50 точки награда, независимо от зоната, освен това точките за взятки до нивото на договора се удвояват, така че те могат да запишат и награда за манш с изкарани, контрирани 2 в мажор или 3 в минор. Точките за добри вече не се смятат по формулата по-горе, а всяка носи по 100 точки без зона и 200 точки в зона.
При изкаран договор с реконтра, декларантите получават 100 точки награда, независимо от зоната. Точките за взятки до нивото на договора им се учетворяват, така че те могат да запишат награда за манш с изкарани, реконтрирани 1 в мажор или 1 без коз. Точките за добри отново не се смятат по старата формула, а са 200 без зона и 400 в зона.
При вкаран договор
- Без зона за декларантите, всяка взятка, която не достига изкарване на договора (наричана още лоша), носи на защитниците по 50 точки.
- Със зона за декларантите, всяка взятка, която не достига, носи на защитниците по 100 точки.
- Без зона за декларантите с контра от защитниците: първата лоша носи на защитниците 100 точки, а всяка следваща по 200, или (2n-1)x100, където n е броят недостигнали взятки. Например 1 лоша носи 100 точки, 3 носят 500 и т.н. Съществува като вариант лошите взятки от четвъртата нататък да бъдат санкционирани с 300 точки.
- Със зона за декларантите и с контра, формулата е (3n-1)x100. Например 1 лоша носи 200, 4 носят 1100 и т.н.
- Без зона и с реконтра точките, които се дават просто при контра без зона, се умножават по две: (2n-1)x200. Например 1 лоша носи 200 точки, 3 носят 1000 и т.н.
- Със зона и с реконтра, точките отново се умножават по две: (3n-1)x200. Например 1 лоша носи 400, 4 носят 2200 и т.н.

Примери за смятане на точки:
- Декларантите обявяват 2 пики и ги изкарват с 2 добри: 60 (6 + 2 взятки в мажор) + 50 (доманшово ниво) + 60 (2 добри в мажор) = 170 точки.
- Декларантите обявяват 3 кари и ги изкарват с 4 добри: 60 (6 + 3 взятки в минор) + 50 (доманшово ниво) + 80 (4 добри в минор) = 190 точки.
- Декларантите са в зона. Обявяват 4 купа и ги изкарват с 2 добри: 120 (6 + 4 взятки в мажор) + 500 (награда за манш в зона) + 60 (2 добри в мажор) = 680 точки.
- Декларантите не са в зона. Обявяват 6 трефи и ги изкарват точно: 120 (6 + 6 взятки в минор) + 800 (награда за малък шлем и манш без зона) = 920 точки.
- Декларантите са в зона. Обявяват 2 купи, които биват контирани от противниците им. Изкарват ги с една добра: 2*60 (контрирани 6 + 2 взятки в мажор) + 500 (награда за манш в зона) + 50 (награда за изкаран договор с контра) + 200 (награда за добра в зона) = 870 точки.
- Декларантите не са в зона. Обявяват 1 каро и биват вкарани с 2 лоши: 2*50 = 100 точки за защитниците.
- Декларантите са в зона. Обявяват 3 без коз, биват контрирани и вкарани с 2 лоши: (3*2-1)*100 = 500 точки за защитниците.

### Кръст. Комин. Робери
Записите на кръст и комин са сходни. И двете схеми разделят таблицата на две. Едната част е за ръцете, направени от обявени взятки, а другата е за награди (доманшово ниво, маншове, шлемове, добри и лоши). Точкуването определя и зоната. Много често срещано е при тези видове точкуване наградите за доманшово и манш извън зона да не се смятат, макар и някои играчи да го правят. Това е въпрос на договор между играещите.
Разликата между кръста и комина е, че при запис на кръст, точките за всеки отбор се пишат отделно, докато при записите на комин точките за награди са една обща сума, като Север-Юг пишат положителни точки, а Изток-Запад отрицателни.
Запис на кръст
| Ние                             | Вие                             |
| ------------------------------- | ------------------------------- |
| Зона за точки от награди        | Зона за точки от награди        |
| Зона за точки от обявени взятки | Зона за точки от обявени взятки |

Запис на комин
| Обявени взятки            | Награди           |
| ------------------------- | ----------------- |
| Зона +- от обявени взятки | Зона за обща сума |

Когато една двойка натрупа 100 или повече в зоната за точки от обявени взятки, тя си записва манш и влиза в зона. Когато една двойка направи втори манш, това се нарича робер. Тогава тя си записва точките за манш в зона (независимо дали преди това играчите са се разбрали дали ще записват точките за манш извън зона или не). След робер и двете двойки излизат от зона и започва игра за нов робер.
Играта на кръст или комин е популярна сред играещите бридж като комар – за пари. Най-често при този случай играчите предварително се разбират, колко робера ще играят и определят някаква сума за разликата в точки, която се получи накрая.
Пример за игра и точкуване:
Крайният резултат от двата вида запис е абсолютно идентичен. Ще разгледаме един пример за запис при комин, при който играчите са решили да НЕ смятат наградите за доманшово ниво и манш без зона (както е и най-честият случай). Първата от трите колони в следващата таблица не е стандартна част от записа по комин, а е там, за да се разясни какво става. Все пак някои играчи я добавят и в реална игра.
| Договор и резултат                              | Обявени взятки                                       | Награди                                    |
| ----------------------------------------------- | ---------------------------------------------------- | ------------------------------------------ |
| 2 без коз от Север с 1 добра                    | +70 (взятки)                                         | +30 (добри)                                |
| 4 купи от Изток точно                           | -120 (манш)                                          |                                            |
| -----Изток-Запад са в зона след тази черта----- |                                                      |                                            |
| 5 трефи от Изток с 2 лоши                       |                                                      | +230 (200 от лоши в зона и 30 от преди)    |
| 2 пики с контра от Юг с 1 добра                 | +120 (манш – точките от взятки с контра се удвояват) | +380 (50 от контра, 100 от добра с контра) |
| -----Всички са в зона след тази черта-----      |                                                      |                                            |
| 4 пики с контра от Юг с 1 лоша                  |                                                      | +180                                       |
| 3 кари от Запад с 1 лоша                        |                                                      | +280                                       |
| 3 без коз от Изток точно                        | -100 (робер)                                         | -220 (500 награда за робер)                |
| -----Няма зона след тази черта-----             |                                                      |                                            |
| Сума:                                           | -30                                                  | -220                                       |
| Обща сума:                                      | -250                                                 | -250                                       |

### Импова таблица
Имповата таблица превръща определени количества спечелени точки от базовия метод в нов вид точки – импове (International Match Points). Тя е и най-популярното средство за пресмятане на резултата при игра на бридж (макар и често да се използва в комбинация с други). Ето я:
| Резултат от базовия метод | Импове |  | Резултат от базовия метод | Импове |
| ------------------------- | ------ |  | ------------------------- | ------ |
| 0 – 10                    | 0      |  | 750 – 890                 | 13     |
| 20 – 40                   | 1      |  | 900 – 1090                | 14     |
| 50 – 80                   | 2      |  | 1100 – 1290               | 15     |
| 90 – 120                  | 3      |  | 1300 – 1490               | 16     |
| 130 – 160                 | 4      |  | 1500 – 1740               | 17     |
| 170 – 210                 | 5      |  | 1750 – 1990               | 18     |
| 220 – 260                 | 6      |  | 2000 – 2240               | 19     |
| 270 – 310                 | 7      |  | 2250 – 2490               | 20     |
| 320 – 360                 | 8      |  | 2500 – 2290               | 21     |
| 370 – 420                 | 9      |  | 3000 – 3490               | 22     |
| 430 – 490                 | 10     |  | 3500 – 3990               | 23     |
| 500 – 590                 | 11     |  | 4000 – 4490               | 24     |
| 600 – 740                 | 12     |  | 4500+                     | 25     |

Лесно е да се забележи, че спечелените точки от базовия метод и спечелените импове не нарастват пропорционално – ако в диапазона 0 – 5 импа, за да се прибави един имп са необходими приблизително 30 точки, то в диапазона 22 – 25 импа са необходими 500. Целта на това е отборът, спечелил повече на брой разигравания макар и с малък брой точки, да получи допълнителен бонус.
Най-често, когато се играе с импова таблица зоните се редуват по специален начин:
| Раздаване | Започва | Зона   |  | Раздаване | Започва | Зона   |  | Раздаване | Започва | Зона   |  | Раздаване | Започва | Зона   |
| --------- | ------- | ------ |  | --------- | ------- | ------ |  | --------- | ------- | ------ |  | --------- | ------- | ------ |
| 1         | Север   | няма   |  | 5         | Север   | С-Ю    |  | 9         | Север   | И-З    |  | 13        | Север   | всички |
| 2         | Изток   | С-Ю    |  | 6         | Изток   | И-З    |  | 10        | Изток   | всички |  | 14        | Изток   | няма   |
| 3         | Юг      | И-З    |  | 7         | Юг      | всички |  | 11        | Юг      | няма   |  | 15        | Юг      | С-Ю    |
| 4         | Запад   | всички |  | 8         | Запад   | няма   |  | 11        | Запад   | С-Ю    |  | 16        | Запад   | И-З    |

Така за всеки 16 раздавания всеки ще може да е започващ във всяка конфигурация за зоните. Ако раздаванията са повече от 16, тази конфигурация се повтаря от 17 до 32, 33 до 48, и т.н.

### Таблица със задължения
Може би най-популярният начин за игра на една маса – когато играчите са само четирима – е таблицата със задължения. При нея, след приключването на раздаването се определя условно задължение, което едната двойка трябва да покрие. Основното предимство на таблицата със задължения се състои в това, че до голяма степен анулира шанса като фактор в играта – играещите не могат просто да разчитат да получат ръка от силни карти, тъй като паралелно с тях нараства и задължението, което трябва да покрият. От резултатът получен от двойката в това раздаване се изважда задължението и новополученият резултат се превръща в импове. Не винаги обаче двойката, която има задължение е и разиграващата раздаването – може да се случи така, че едната двойка да разиграва, а задължението да е в другата.
След приключването на едно раздаване играчите анализират картите си и пресмятат в коя двойка е задължението. В най-простия вариант то се определя според оньорните точки. Често, освен тях, задължението зависи и от наличието на т. нар. фитове. Фит е осем или повече карти от един цвят в партньорите от една двойка. Някои таблици със задължения включват и наличието на суперфитове – десет или повече карти от един цвят общо в двамата партньори.
Най-популярната таблица със задължения определя задължението от оньорни точки и наличието на един или два-или-повече фита в двойка. За да представи по-прецизен начин за смятане на точките, тя разширява базовият метод с така наречената доманшова награда. Това е допълнителна награда, която се дава за изкарани договори по-малки от манш (3 в без коз, 4 в мажор или 5 в минор), но по-големи от 2 пики – 2 без коз, 3 в мажор, 3 – 4 в минор. Наградата е 100 точки без зона и 200 точки в зона.
|               | Задължения без зона | Задължения без зона | Задължения без зона | Задължения в зона | Задължения в зона | Задължения в зона |
| Оньорни точки | 0 фита              | 1 фит               | 2 – 3 фита          | 0 фита            | 1 фит             | 2 – 3 фита        |
| ------------- | ------------------- | ------------------- | ------------------- | ----------------- | ----------------- | ----------------- |
| 20            | 0                   | 80                  | 110                 | 0                 | 80                | 110               |
| 21            | 70                  | 110                 | 110                 | 70                | 110               | 270               |
| 22            | 80                  | 130                 | 190                 | 80                | 130               | 290               |
| 23            | 90                  | 170                 | 400                 | 90                | 270               | 600               |
| 24            | 170                 | 190                 | 410                 | 270               | 290               | 610               |
| 25            | 190                 | 410                 | 410                 | 290               | 610               | 610               |
| 26            | 400                 | 410                 | 430                 | 600               | 610               | 630               |
| 27            | 400                 | 430                 | 460                 | 600               | 630               | 660               |
| 28            | 430                 | 430                 | 460                 | 630               | 630               | 680               |
| 29            | 460                 | 460                 | 960                 | 660               | 660               | 1400              |
| 30 – 32       | 460                 | 960                 | 980                 | 660               | 1410              | 1430              |
| 33 – 34       | 980                 | 980                 | 1430                | 1430              | 1430              | 2180              |
| 35 – 36       | 980                 | 1480                | 1480                | 1480              | 2180              | 2180              |
| 37 – 40       | 1480                | 1480                | 1480                | 2180              | 2180              | 2180              |

Примери за смятане на точки с таблица със задължения:
- Декларантите не са в зона. Обявяват 2 пики и ги изкарват с 2 добри: 60 (6 + 2 взятки в мажор) + 50 (изкаран договор) + 60 (2 добри в мажор) = 170 точки. Оказва че те имат 21 точки и фит в пика. Това е задължение от 110. 170 – 110 = 60. 60 прехвърлено в импове е 2. Декларантите записват 2 импа.
- Декларантите са в зона. Обявяват 3 кари и ги изкарват с 4 добри: 60 (6 + 3 взятки в минор) + 100 (специално доманшово ниво) + 80 (4 добри в минор) = 240 точки. Оказва се че те имат 32 точки и фит в каро. Задължението им е 1410. 240 – 1410 = -1170. Въпреки че са изкарали договора си с добри, декларантите не са покрили задължението си и губят 15 импа.
- Декларантите са в зона. Обявяват 4 купи и ги изкарват с 2 добри: 120 (6 + 4 взятки в мажор) + 500 (награда за манш в зона) + 60 (2 добри в мажор) = 680 точки. Оказва се че имат 28 точки и 2 фита (купи и трефи). Задължението в този случай е точно 680. Записват се нула импа.
- Декларантите не са в зона. Обявяват 1 каро и биват вкарани с 2 лоши: 2*50 = 100 точки за защитниците. Оказва се че защитниците са имали задължение, защото те имат 23 точки и 1 фит. Освен това защитниците са в зона. Следователно задължението им е 270. Те са изкарали 270 – 100 = -170 и декларантите, въпреки че са вкарали договора си, печелят 5 импа.
- Декларантите са в зона. Обявяват 3 без коз, биват контрирани и вкарани с 2 лоши: (3*2 – 1)*100 = 500 точки за защитниците. Оказва се, че декларантите са имали 26 точки без фит, което е задължение от 400. -500 – 400 = -900. Декларантите губят 14 импа.

### Отборен турнир
Отборен турнир се играе от отбори от четирима. Минимум два отбора се необходими, но има конфигурации за три или повече. Един отбор е съставен от две двойки, които сядат на две различни маси в различни посоки. Ако едната двойка на едната маса е Север-Юг, то техните съотборници на другата маса, трябва да седнат в посока Изток-Запад.
Раздаванията, които се играят на двете маси, на които са седнали съотборниците, са едни и същи. Това може да стане, ако специално жури подготви картите за двете маси, но най-често картите се поставят в специални контейнери (донове), на които са отбелязани картите за всеки играч, номера на раздаването, зоната и този, който трябва да започне анонсирането. След приключване на едно раздаване, картите се прибират в контейнера и той се предава на другата маса. Играчите водят записки за постигнатите резултати по базовия метод от раздаванията на тяхната маса.
След приключване на всички раздавания, точки за целия отбор се смятат като за всяко раздаване, резултатът на двойката от едната маса се събира с резултата на двойката от другата и новополученият резултат се прехвърля в импове по импова таблица. Така, ако едно раздаване протече по абсолютно един и същи начин на двете маси, резултатът за всички от него ще е нула. Например, ако Север-Юг и на двете маси изкарат 400, то техните съотборници ще са изкарали по -400.
Ако един отбор се справи по-добре, примерен резултат от едно раздаване може да е че на едната маса Север-Юг са изкарали 430, а техните съотборници на другата маса -400 – и на двете се е играл манш в мажор без зона, но на първата Север-Юг са изкарали и една добра. Този отбор ще е 30 напред от това раздаване и ще запише 1 имп за него.
Ето и един примерен лист с резултати от отборен турнир:
| Раздаване     | Зона          | Договор        | Резултат      | Друга маса    | Сума          | Импове |
| ------------- | ------------- | -------------- | ------------- | ------------- | ------------- | ------ |
| 1             | няма          | С: 4 пики +1   | +450          | -420          | +30           | +1     |
| 2             | С-Ю           | И: 2 кари =    | -90           | +100          | +10           | 0      |
| 3             | И-З           | И: 6 купи -1   | +100          | +1430         | +1530         | +17    |
| 4             | всички        | З: 3 без коз = | -600          | -50           | -650          | -12    |
| 5             | С-Ю           | И: 4 купи =    | -420          | +450          | +30           | +1     |
| 6             | И-З           | С: 1 без коз = | +90           | -150          | -60           | -2     |
| Общ резултат: | Общ резултат: | Общ резултат:  | Общ резултат: | Общ резултат: | Общ резултат: | +5     |

В този пример отбор А (Север-Юг на тази маса и Изток-Запад на другата) печели.

### Двойков турнир
Двойковият турнир отново е предназначен за играчи на много маси, като едно раздаване минава през няколко (често всички) от масите. Резултатът при двойков турнир се изчислява според това как различните играчи са се справили с едно раздаване, като тези, които са играли Север-Юг с него се сравняват с останалите двойки в същата посока. Същото правят и двойките, които са играли Изток-Запад.
Необходими са различни кръгове с различни конфигурации от двойки в двете посоки, за да може тези които са били Север-Юг в един кръг, да могат да се съпоставят помежду си.
В идеализирания си вариант един двойков турнир, трябва да има толкова кръга, колкото маси участват на него и при всеки кръг едно раздаване да мине през всяка маса, за да може всяка двойка да бъде равнопоставена с всяка друга, но често това е невъзможно, тъй като за да се случи ще е необходимо прекалено много време (или да се направи компромис с броя раздавания в кръг, който ще вкара дисбаланс в резултатите, защото някои двойки може да се справят добре с един вид раздавания и зле с друг).
Съществуват различни схеми, за да може един двойков турнир да се впише в разумно време. Може би най-популярната е движението по Мичел (но съществуват много други). При движението по Мичел на всяка маса има няколко раздавания (най-често между две и четири). Когато всички маси приключат с раздаванията на своята маса, се обявява край на рунда. След това всяка двойка Изток-Запад се премества на масата със следващ номер, а всяко раздаване на масата с предишен номер. Това се повтаря докато двойките Изток-Запад (и раздаванията) не обиколят всички маси. Ако масите са четен брой, двойките се инструктират кога да пропуснат едно раздаване, за да не срещнат тези, които вече са играли. Ако двойките са нечетен брой, във всеки рунд има почиваща двойка. Когато всички рундове минат, приключва и един кръг.
Неазвисимо дали турнирът е бил идеален или е бил по някоя схема за съкращаване, точкуването на двойковия турнир се определя от съревнователни точки (а не импове). Когато се разгледат резултатите (по базовият метод) от едно раздаване за всички двойки, които са преминали през него, една двойка получава две съревнователни точки за всяка която се е справила по-зле от тях, и по една съревнователна точка за всяка, която се е справила еднакво с тях. След това се записва процент, който показва каква част от възможния максимум съревнователни точки е взела двойката (максимумът е две по броят маси, на които се е играло това раздаване).
Пример за точкуване в двойков турнир:
Със всяко раздаване идва и лист, в който всяка играла маса трябва да отбележи резултата. Той може да изглежда така:
| Маса | С-Ю       | И-З       | Договор       | Резултат | Сър. Точки   | Процент |
| ---- | --------- | --------- | ------------- | -------- | ------------ | ------- |
| 1    | Двойка 1  | Двойка 2  | С: 4 пики =   | +420     | 2+2 = 4      | 40%     |
| 2    | Двойка 3  | Двойка 4  | Ю: 4 пики +1  | +450     | 2+1+2+2 = 7  | 70%     |
| 3    | Двойка 5  | Двойка 6  | Ю: 4 пики +1  | +450     | 2+1+2+2 = 7  | 70%     |
| 4    | Двойка 7  | Двойка 8  | Ю: 6 пики -1  | -50      | 0            | 0%      |
| 5    | Двойка 9  | Двойка 10 | С: 4 пики х = | +590     | 2+2+2+2+2=10 | 100%    |
| 6    | Двойка 11 | Двойка 12 | С: 3 пики +2  | +200     | 2            | 20%     |

Прието е положителният резултат да се записва за Север-Юг. Получените проценти са винаги огледални. Тъй като двойка 3 е получила 70 процента, противниците им от тяхната маса на втори рунд – двойка 4, ще получат 30 процента.
Победители в това раздаване са двойка 9 и двойка 8. Всяка от тях със 100%. Процентите за всяка двойка от всички раздавания се събират и това определя резултата и класирането във всеки кръг и съответно в турнира. В повечето турнири средно 66% от раздаване, гарантират печалба. Ако това не се случи, може да се използва за показателно че или водещите класирането са класа над останалите или тези в дъното на таблицата са класа под останалите.
Двойков турнир срещу отборен турнир:
Тъй като даже и разлика от 10 е от значение за резултат от двойков турнир, той предлага по-различна игра от отборните. В един отборен турнир разлика от 10 ще бъде прехвърлена в импове и ще донесе 0, докато в двойковия, тя ще даде максималният брой точки. Има много играчи, които предприемат коренно различен подход при игра на двойков и при игра на отборен турнир или при табилица със задължения, която е сходна с отборния.
Тъй като двойковите турнири почти никога не се провеждат в пълен вариант, а по някакъв съкратен, обикновено се получава че ако някоя от двойките е много по-добра или много по-слаба от останалите, тя внася дисбаланс в класирането, намалявайки или увеличавайки резултатите на двойки, които са имали късмета да са в подходяща позиция спрямо тях по-често от останалите. За да се предотвратят подобни ситуации, професионални двойкови турнири, често не допускат играчи с ЕЛО коефициент извън предварително обявени граници.